# Technique du piano
 (mai 2024).
 (août 2024).
Si vous disposez d'ouvrages ou d'articles de référence ou si vous connaissez des sites web de qualité traitant du thème abordé ici, merci de compléter l'article en donnant les références utiles à sa vérifiabilité et en les liant à la section « Notes et références ».
 (aout 2024).
 (aout 2024).

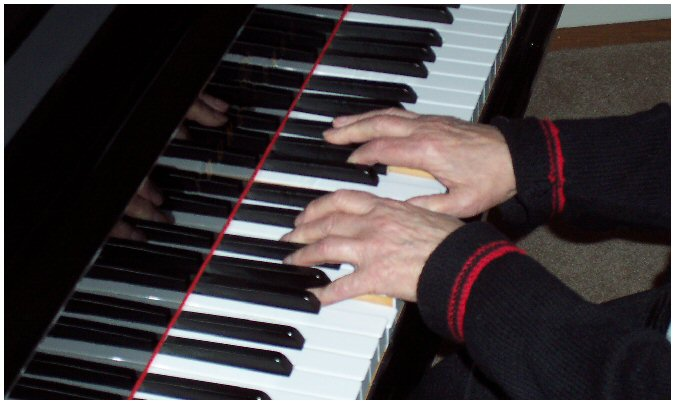
Position des mains sur le clavier d'un piano.

La technique du piano est la façon de jouer. En fonction de sa technique, le pianiste peut jouer des sons différents, avec une plus grande souplesse… La technique est nécessaire pour pouvoir jouer des morceaux  virtuose, compliqué, au piano. 

## Technique physique du piano

### Doigts

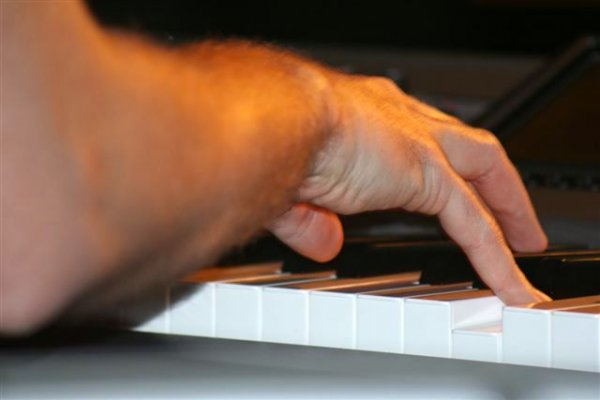
Utilisation du petit doigt de la main droite.

Les pianistes posent leurs doigts sur le clavier de façon différente :  à plat ou arrondis, recroquevillés, étendus, d'autres semblent beaucoup utiliser les poignets ou les bras, les doigts ayant une moindre importance. Explication technique : les doigts arrondis peuvent disposer d'une plus grande précision et rendre le son sorti plus net, voire sec, dans les grands traits pianistiques on appelle cela le "jeu perlé, brillant", les doigts à plat sur le piano ou légèrement sur-inclinés rendent le son rendu plus clair, plus fort, et plus coloré.
Vladimir Horowitz et Franz Liszt avaient de grandes mains et de très longs doigts, ce qui a influencé leurs choix techniques. Chopin lui, en se fondant sur les particularités propres aux cinq doigts de la main a construit une technique de doigt particulière, notamment pour l'index et l'annulaire qui sont plus durs à ressentir que les autres. 
La technique de doigts au piano provient de la technique claveciniste d'abord, les clavecinistes bien que jouant aussi sur un clavier n'utilisent pas les doigts de la même manière. Bach, Couperin, Rameau, Mozart, Haydn, Scarlatti… les baroques et les classiques en général à cause du clavier particulier qu'ils utilisaient : touches moins lourdes, plus petites, plus courtes, n'utilisaient pas la même technique.
L'abaissement du doigt sur le clavier est appelé attaque et est en réalité une tension du muscle dans la paume immédiatement suivie d'une détente. 
Avec le perfectionnement du piano à la période romantique et l'invention du double échappement, les touches ont été allongées, agrandies, alourdies; le clavier a pris de l'ampleur, les compositeurs ont alors complètement utilisé les nouvelles possibilités techniques.

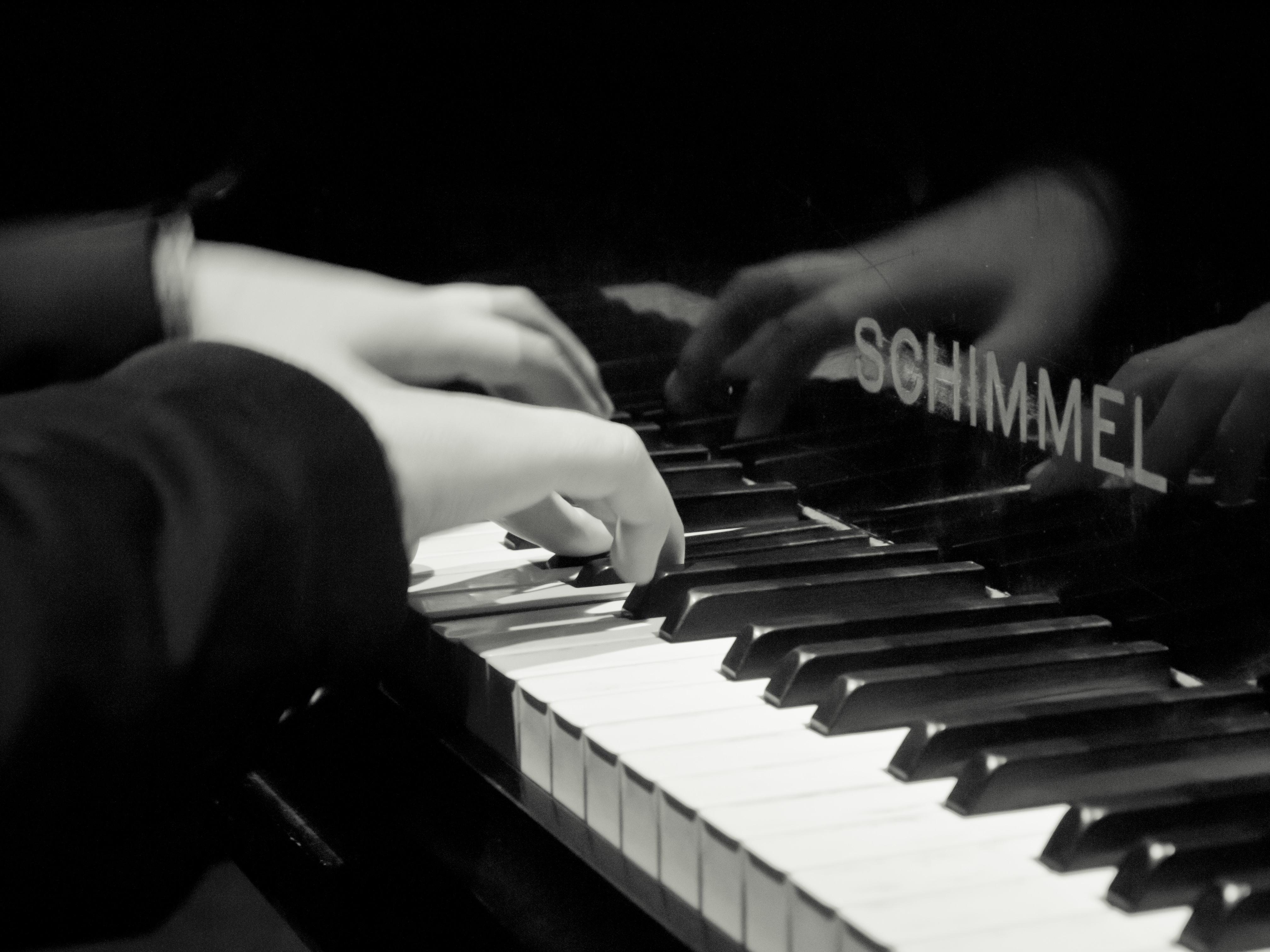
Position des mains

### Poignet
Le poignet joue un rôle primordial lors de l'exécution d'un morceau de musique. Avec le bras et l'épaule c'est lui qui va garantir la souplesse des gestes et la fluidité de la musique. 

### Épaules
Les épaules jouent un rôle important dans la souplesse générale lorsqu'elles sont détendues. Elles servent pour donner de la puissance aux accords et aux passages fortissimo que l'on peut jouer légèrement penché vers l'avant (dos toujours droit) et en transmettant tout le poids du haut du corps au bras par les épaules.

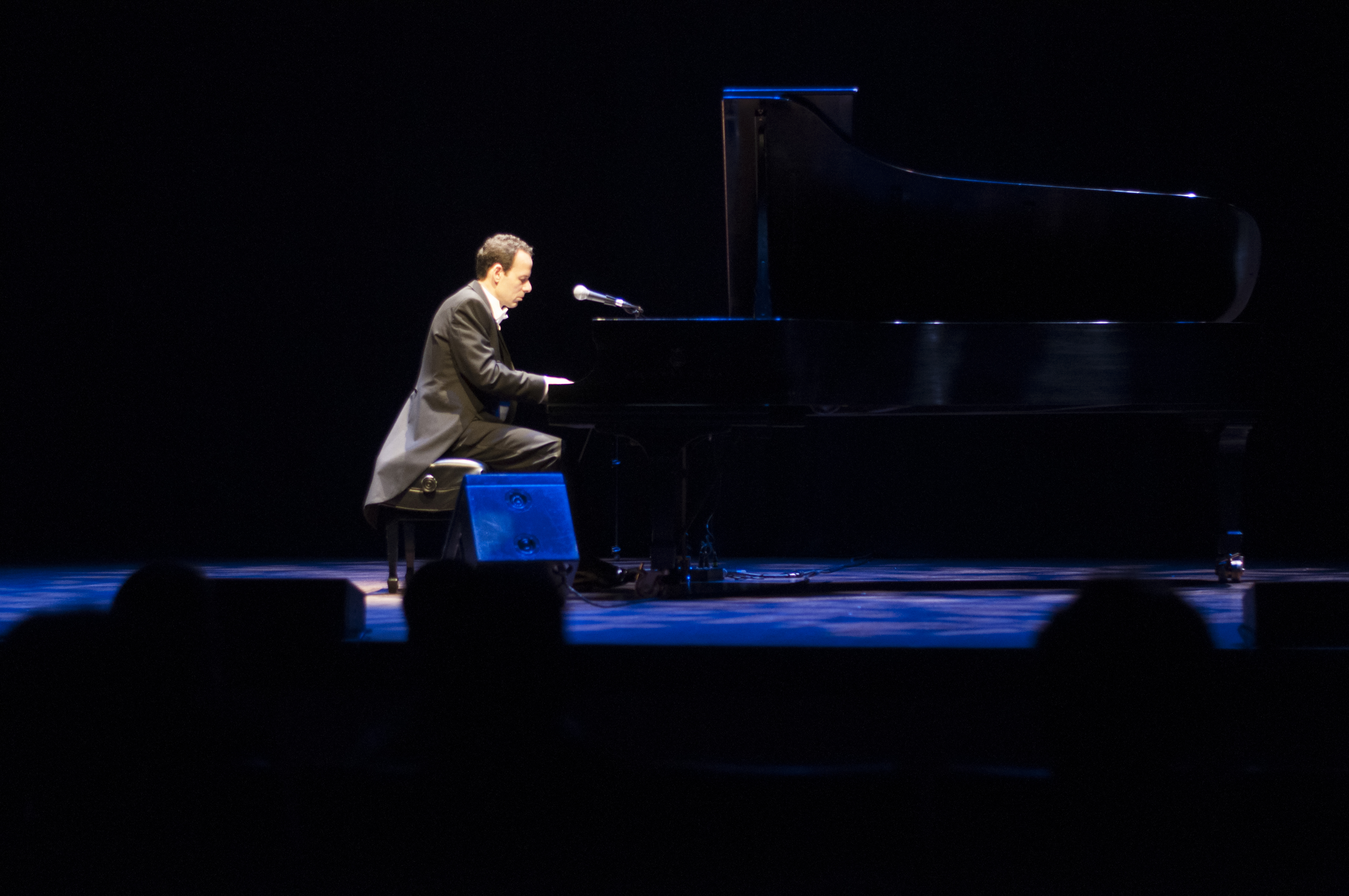
Attitude d'un concertiste.

## Particularités techniques du piano

### Doigtés
Le doigté consiste en la manière de choisir quel doigt jouera quelle note dans un passage donné. Un bon doigté permet à l'interprète de jouer un passage le plus confortablement possible, permettant ainsi d'interpréter ce passage comme il le désire avec la plus grande aisance. Debussy ne mettait pas de doigté dans la musique qu'il éditait. Comme il le dit dans la préface de ses douze études pour piano, c'est à l'interprète de découvrir quel doigté lui convient le mieux et non pas à l'éditeur d'influencer de quelque façon que ce soit le jeu du pianiste par un doigté suggéré.[réf. nécessaire]
Chopin, par contre, prescrivait certains doigtés car ils utilisaient selon lui des caractéristiques particulières à chaque doigt. Il recommandait les doigtés non seulement pour la facilité d'exécution, mais aussi en tant qu'aide à produire certaines qualités de timbre et de son.[réf. nécessaire]

### Vélocité
La vélocité, ou jouer vite du piano, s'acquiert avec l'expérience. Mais avant tout, il faut être détendu, bien délier les doigts et s'échauffer. Il faut encore s'entraîner : faire des gammes ou des exercices dans des livres de références bien connus des pianistes tels que Le Déliateur ou le Pianiste virtuose de Hanon. Question d'empreinte sensitive, elle s'acquiert avec la répétition et l'habitude comme parler vite en français. Mais il faut travailler par position, regarder les directions des phrases musicales et rester au plus près du clavier pour les passages rapides, c'est une garantie de précision.

### Équilibre sonore des deux mains
L’équilibre sonore des deux mains part d'un constat très simple : la majeure partie de la musique pour piano est écrite pour la main droite.
Pourtant on utilise aussi sa main gauche, il faut donc trouver un équilibre. D'abord disons que la main gauche dans la majeure partie des cas est un accompagnement : accords, arpèges, etc. qui ne doivent pas prendre le dessus sur la mélodie tenue par la main droite.
Ensuite, certains morceaux n'entrent pas dans ces catégories : les morceaux polyphoniques de type fugues, inventions à plusieurs voix, canons etc. qui nécessitent un travail des plans sonores minutieux. En effet, il s'agit de faire entendre ce que l'on doit faire entendre. On travaille alors voix par voix et ensuite on joue ensemble deux puis trois voix jusqu'à ce que l'on ait trouvé cet équilibre qui se fait en fonction des phrases, des enchaînements, des articulations et de notre propre sensibilité.
Ces remarques ne sont pas valables pour les œuvres plus importantes qui sont écrites aussi bien pour la main gauche que pour la main droite. Prenons par exemple l'étude révolutionnaire de Chopin, bien que le thème soit à la main droite, c'est la main gauche qui balaye le clavier dans tous les sens. Un bon pianiste doit évidemment avoir une parfaite égalité main gauche / main droite.

## Techniques liées aux styles musicaux
Les œuvres pour piano de la période classique, c’est-à-dire celles de Mozart et Haydn en particulier, ne demandent pas l'assimilation d'une technique particulière. On retrouve presque toujours les mêmes motifs techniques dans les œuvres classiques. Le jeu de Mozart et Haydn, consiste en un toucher clair, lumineux, et d'une extrême précision.

### Techniques du piano romantique
Les techniques des œuvres pour piano de la musique romantique résident principalement dans les besoins de leurs styles. Les pièces romantiques étant souvent très « bémolisées » (notamment chez Liszt ou Chopin qui apprécient ces tonalités auparavant peu employées).
Certaines œuvres de Chopin se caractérisent par l'indépendance des mains, qui présentent un rythme binaire à la main droite et ternaire à la main gauche (par exemple le Nocturne Op.72, no 1), voire des groupes de 11 ou 20 notes à la main droite tandis que la main gauche joue des croches (Nocturne Op.9, no 1).

### Techniques du piano impressionniste
L'exécution d'une œuvre, comme Clair de lune de la Suite bergamasque de Debussy, présente une complémentarité entre le jeu des deux mains, ainsi qu'une fluidité de la main gauche.
La difficulté d'une pièce de Debussy réside dans la création d'une ambiance et de couleurs sonores propres au caractère de l'œuvre. Même dans les morceaux apparemment les plus simples de Debussy.

## Méthodes pour apprendre le piano

### Compositeurs et la jeunesse: albums

#### Jean-Sébastien Bach
Bach a consacré de nombreuses petites compositions à l'éducation de ses enfants. Ces petites pièces en contrepoint sont de difficultés variables, mais abordent autant les difficultés techniques du clavier que les difficultés musicales. Schumann recommandait le travail assidu de Bach pour acquérir une bonne technique pianistique.
- Petits préludes et fugues
- Le petit livre d'Anna Magdalena Bach
- Inventions à deux et trois voix
- Le Clavier bien tempéré

#### Wolfgang Amadeus Mozart
Mozart n'a pas directement écrit de pièces pour la jeunesse, mais ses propres compositions d'enfant pourraient fort bien servir de pièces éducatives.
- Menuett kV 1 (1e) [1764]
- Menuett kV 2 [1762]
- Allegro kV 3 [1762]
- Menuett kV 4 [1762]
- Menuett kV 5 [1762]
- Allegro kV 9a [1764 ?]
- Klavierstück (Pièce de piano) kV 33B.
- Menuett kV 61 g II [1770]
- Menuett kV 94 [1769]
- Das Londoner Notebuch (Le carnet musical de Londres) kV Anhang 109 B Nr. 1 [1764]. Il s'agit d'un carnet musical du tout jeune Mozart, avec des compositions simples et variées.

#### Robert Schumann
Robert Schumann a composé un recueil de pièces pour la jeunesse qui ont été souvent reprises dans les recueils des méthodes de piano, ainsi que quelques Sonates pour la jeunesse beaucoup moins connues.
- Album für die Jugend (Album pour la jeunesse), op. 68
- Klaviersonaten für die Jugend (Sonates pour la jeunesse), op. 118

On peut aussi conseiller à tous les musiciens de suivre ses petits conseils écrits à la fin de chacune des éditions de l'Album pour la jeunesse. Rappelons aussi que Schumann vénérait Bach et estimait que connaître le Clavier bien tempéré de Bach est un gage de qualité pour tous les pianistes.

#### Piotr Ilitch Tchaïkovski
Inspiré par Schumann, le compositeur russe composa lui aussi un album pour la jeunesse en 24 pièces faciles.
- Album pour la jeunesse, op. 39

#### Claude Debussy
Les 6 pièces pour enfants de Claude Debussy sont en réalité des pièces difficiles à bien interpréter, requérant une technique difficilement maîtrisable par un jeune pianiste. La première pièce du recueil Docteur Gradus ad Parnassum (pastiche des exercices de Muzio Clementi) est cependant un excellent exercice pour les doigts et la régularité du son.
- Children's corner. Petite suite pour piano. L 113 [1908]

#### Aram Khatchatourian
Ce compositeur russe arménien composa un recueil de 10 pièces pour la jeunesse un peu mélancoliques et de difficultés variables.
- Tableaux de l'enfance

#### Sergueï Prokofiev
La musique de Prokofiev pour enfants n'est pas techniquement des plus faciles, mais permet une bonne introduction à son style musical.
- Musique pour enfants, douze pièces faciles, op. 65 [1935]

#### Dmitri Chostakovitch
Dimitri Chostakovitch a composé un recueil de 10 danses dites « des poupées » qui sont parfaitement adaptées à un débutant. Ces pièces préparent également l'oreille d'un pianiste débutant à une approche harmonique moderne.
- Danse des poupées

#### Béla Bartók
Avec Mikrokosmos et ses 153 pièces progressives réparties en 6 volumes progressifs, Béla Bartók, a mis en place un vaste projet pédagogique. Il passe en revue les problèmes techniques majeurs du piano (arpèges, octaves, gammes, phrasé, staccato, legato, etc.) et traite de tous les aspects sonores de la musique moderne (clusters, accords muets en résonance, dissonances, percussivité du piano, etc.). Les 3 premiers volumes sont destinés aux élèves débutants. Les pièces des volumes suivants (4 à 6) ne sont pas toujours d'un abord musical très facile, avec leurs fortes dissonances, leurs harmonies subtiles, leurs fréquents changements de mesure, leur tempo rapide, etc., mais permettent de se faire une bonne idée de la richesse musicale de la musique post-romantique.
- Mikrokosmos, volumes 1 à 6
- Pour les enfants, recueil de pièces pour piano en deux volumes. Le premier volume est basé sur des chansons hongroises, le second volume est basé sur des chansons slovaques.

### Professeurs et élèves: recueils et méthodes
Les manuels d'apprentissage du piano les plus courants sont des recueils de pièces sélectionnées par des pédagogues du piano en fonction de leur niveau de difficulté. La graduation de ces difficultés se fait de différentes manières :
- soit par l'indication du niveau estimé en termes de difficulté
  - « très facile », « facile », « assez facile », « petite moyenne force », « moyenne force », « assez difficile », « difficile », « très difficile »
- soit par l'indication d'un niveau de classe de conservatoire français
  - « Préparatoire 1 », « Préparatoire 2 », « Élémentaire 1 », « Élémentaire 2 », « Moyen 1 », « Moyen 2 », etc.
- soit tout simplement par une numérotation progressive indiquant un niveau de difficulté relatif
  - Volume 1, volume 2, volume 3, volume 4, etc.

L'un des recueils qui a marqué l'enseignement du piano en France a été sans aucun doute Les classiques favoris du piano de Théodore Lack, parus en 10 volumes aux Éditions Henry Lemoine. Ces volumes didactiques présentent des partitions largement annotées par l'éditeur et très précises du point de vue des nuances et du phrasé, sans oublier le doigté, les indications de pédales et de métronome. Contrairement à ce qu'annonce Théodore Lack en préface de cette méthode, le texte original des compositeurs n'y est pas toujours « scrupuleusement respecté », mais rend plutôt compte de la pédagogie musicale et de l'état de la recherche musicologique de l'époque. Dans cette méthode, « les œuvres des grands Maîtres d'autrefois […] parmi les plus justement célèbres » s'étendent de François Couperin à Franz Liszt, en passant par des « grands maîtres » un peu moins « célèbres » tels que Dussek, Steibelt, Czerny, Hummel…
De nos jours, les recueils progressifs d'apprentissage du piano s'efforcent de proposer, à côté des grands maîtres classiques, des compositeurs modernes ou contemporains. C'est ainsi qu'on peut trouver dans les manuels récents des compositeurs comme Joaquin Turina, Arnold Schönberg, Luciano Berio, Bohuslav Martinů, Enrique Granados, Francis Poulenc, Emmanuel Chabrier, etc. Il y a aussi un regain d'intérêt pédagogique pour les sonates de Domenico Cimarosa, surtout connu pour ses opéras. Ces dix dernières années, des méthodes de piano classique en ligne ont fait leur apparition. Elles associent en général un apprentissage en format vidéo (cours de piano)  et des applications pédagogiques de solfège; des partitions et d'autres outils d’apprentissage sont aussi proposés aux élèves.

### Exercices techniques
Si les albums pour la jeunesse et les recueils didactiques abordent les difficultés techniques du piano au travers d'œuvres musicales de qualité, certains pédagogues ont préféré isoler les difficultés techniques et les extraire de tout contexte musical et de toute notion d'interprétation.
L'un des recueils les plus célèbres dans cette perspective est Le pianiste virtuose en 60 exercices, calculés pour acquérir l'agilité, l'indépendance, la force et la plus parfaite égalité des doigts ainsi que la souplesse des poignets de C. L. Hanon.
Ces exercices visent à concentrer en un volume toutes les difficultés auxquelles peut être confronté un pianiste dans les œuvres des maîtres : gammes dans tous les tons majeurs et mineurs, arpèges, octaves, octaves brisés, tierces, sixtes, passages des pouces, tremolo, trille simple, trille double, trille quadruple, etc.
Dans ce domaine, un grand compositeur s'est également livré à ce type d'abstraction technique : Johannes Brahms. Dans ses 51 exercices pour le piano, le compositeur allemand confronte le pianiste à des difficultés techniques ponctuelles, isolées de tout contexte musical.

### Études
Carl Czerny.

### Études de virtuosité
Comme leur nom l'indique ces études sont destinées aux musiciens virtuoses mais on peut néanmoins en jouer certaines lorsque l'on a un niveau assez élevé. Il est possible de s'attaquer aux opus 10 et 25 de Chopin, très prisés dans les concours, après avoir acquis un niveau technique et musical suffisant.
On peut aussi écouter et jouer celles de Liszt, Scriabine, Liapounov, Rachmaninov et Debussy.
La plupart de ces études, qui présentent un grand intérêt musical, peuvent être jouées en concert.